# イザベラ・オブ・アングレーム
イザベラ・オブ・アングレーム（Isabella of Angoulême, 1188年 - 1246年5月31日）は、プランタジネット朝のイングランド王ジョンの2度目の妃。フランス語名はイザベル・ダングレーム（Isabelle d'Angoulême）。

## 生涯
父であるアングレーム伯エマール・タイユフェルとピエール1世・ド・クルトネーの娘アリックスとの間に一人娘として生まれ、1202年の父の死後にアングレーム女伯となった。
ラ・マルシュ伯ユーグの息子ユーグ9世・ド・リュジニャンと婚約の身であったが、1200年8月24日にボルドー大聖堂でイングランド王ジョンと結婚した。ジョンはアングレームを身内に抱き込むことで、フランスと甥のブルターニュ公アルテュール1世（アーサー・オブ・ブリタニー）支持のアンジュー、メーヌ、トゥルネー、それらと対峙する母アリエノールの所領アキテーヌとの間に楔を打つのが目的であったが、この強引な結婚が元となってポワチエで蜂起が起こった。
1220年のジョンの死没後、イザベラはかつての婚約者ユーグ9世の息子ユーグ10世と再婚した。1241年末に息子ヘンリー3世とユーグ10世を扇動してフランス王ルイ9世に反乱を起こしたが、鎮圧された。
1246年に死去した。遺体はフォントヴロー修道院に埋葬された。

## 子女
最初の夫ジョンとの間に2男3女を儲けた。
1. ヘンリー3世（1207年 - 1272年）
2. リチャード（1209年 - 1272年） - コーンウォール伯、神聖ローマ皇帝候補（統治はできなかった）。
3. ジョーン（1210年 - 1238年） - スコットランド王アレグザンダー2世の王妃
4. イザベラ（1214年 - 1241年） - 神聖ローマ皇帝兼シチリア王フリードリヒ2世の3度目の王妃
5. エリナー（1215年 - 1275年） - ペンブルック伯ウィリアム・マーシャルと結婚、後にシモン・ド・モンフォールと再婚。

2度目の夫ユーグ10世との間に5男4女を儲けた。子女はイングランドの貴族となった。
1. ユーグ11世（1221年 - 1250年） - アングレーム伯、ラ・マルシュ伯（英語版）
2. アイマー（1222年 - 1260年） - ウィンチェスター大司教
3. アガーテ（1223年 - 1269年） - シャトーの領主ギヨーム・デ・ショヴィニと結婚
4. アリス（1224年 - 1256年） - サリー伯ジョン・ド・ワーレンと結婚
5. ギー（? - 1264年）
6. ジョフロワ（? - 1274年）
7. ウィリアム（1227年頃 - 1296年） - 初代ペンブルック伯
8. マルグリット（1226年/1228年 - 1288年） - トゥールーズ伯レーモン7世と結婚
9. イザベラ（1234年 - 1299年） - モーリス・ド・クランと結婚、ジョフロワ・ド・ランゴンと再婚